# Na Seacht dTeampaill
Na Seacht dTeampaill, ou the Seven Churches en anglais, est un ensemble monastique situé à proximité du village d'Eoghanacht, à l'ouest d'Inis Mór, îles d'Aran  dans le comté de Galway en Irlande.
Le site ne compte que deux églises, le nom de sept églises serait une allusion à un pèlerinage à Rome passant par sept églises.

## Histoire
La tradition reporte que le site a été fondé par Breacan ou Brecan au VIe siècle, rivalisant avec le monastère fondé par Enda à Killeany à l'est de l'île.

## Description du site
L'église St-Brecan, Teampall Bhreacáin, a été construite VIIIe siècle au XIIIe siècle.
La deuxième église  Teampall an Phoill, est plus petite, elle date du XVe siècle

## Galerie

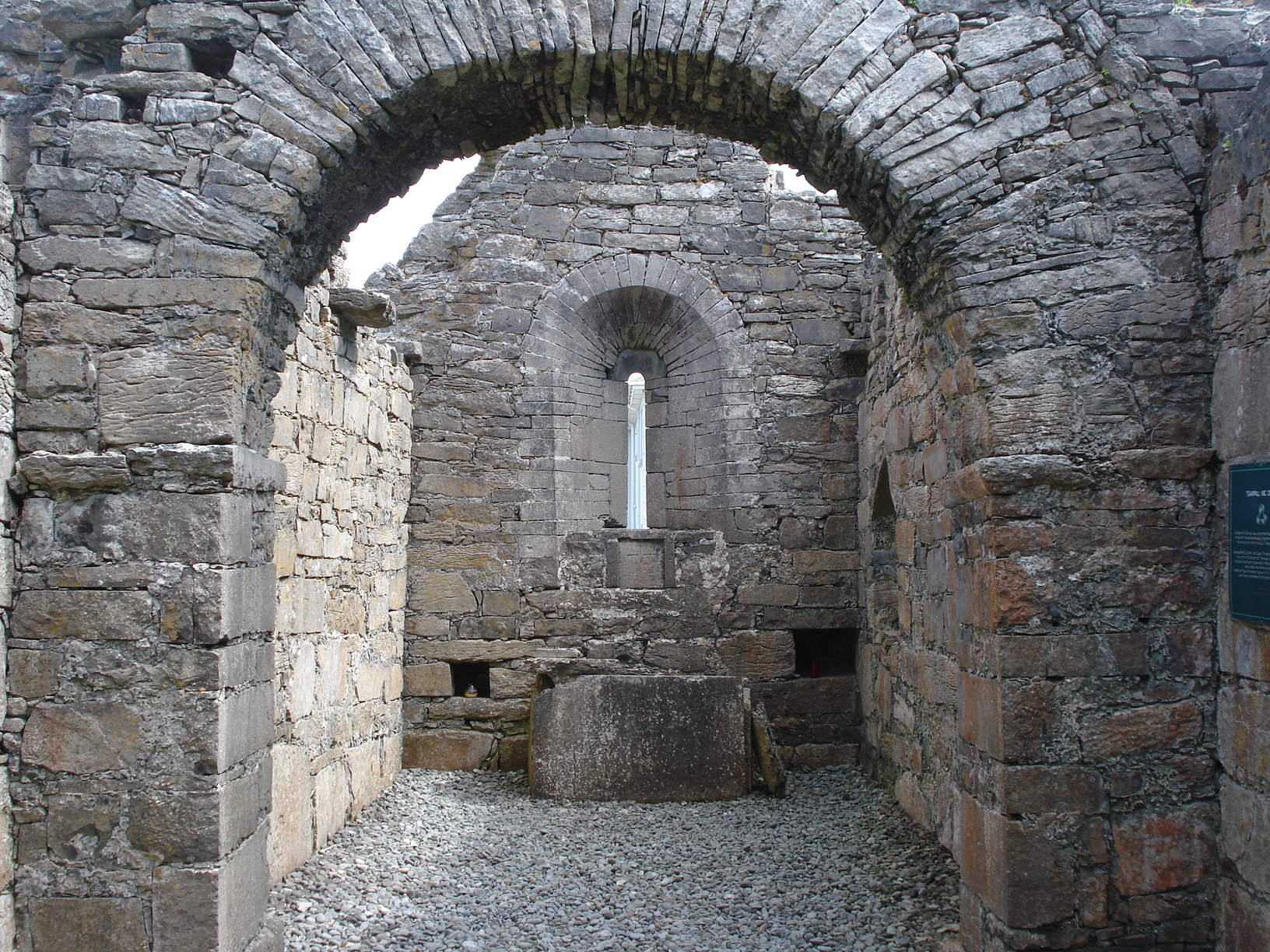
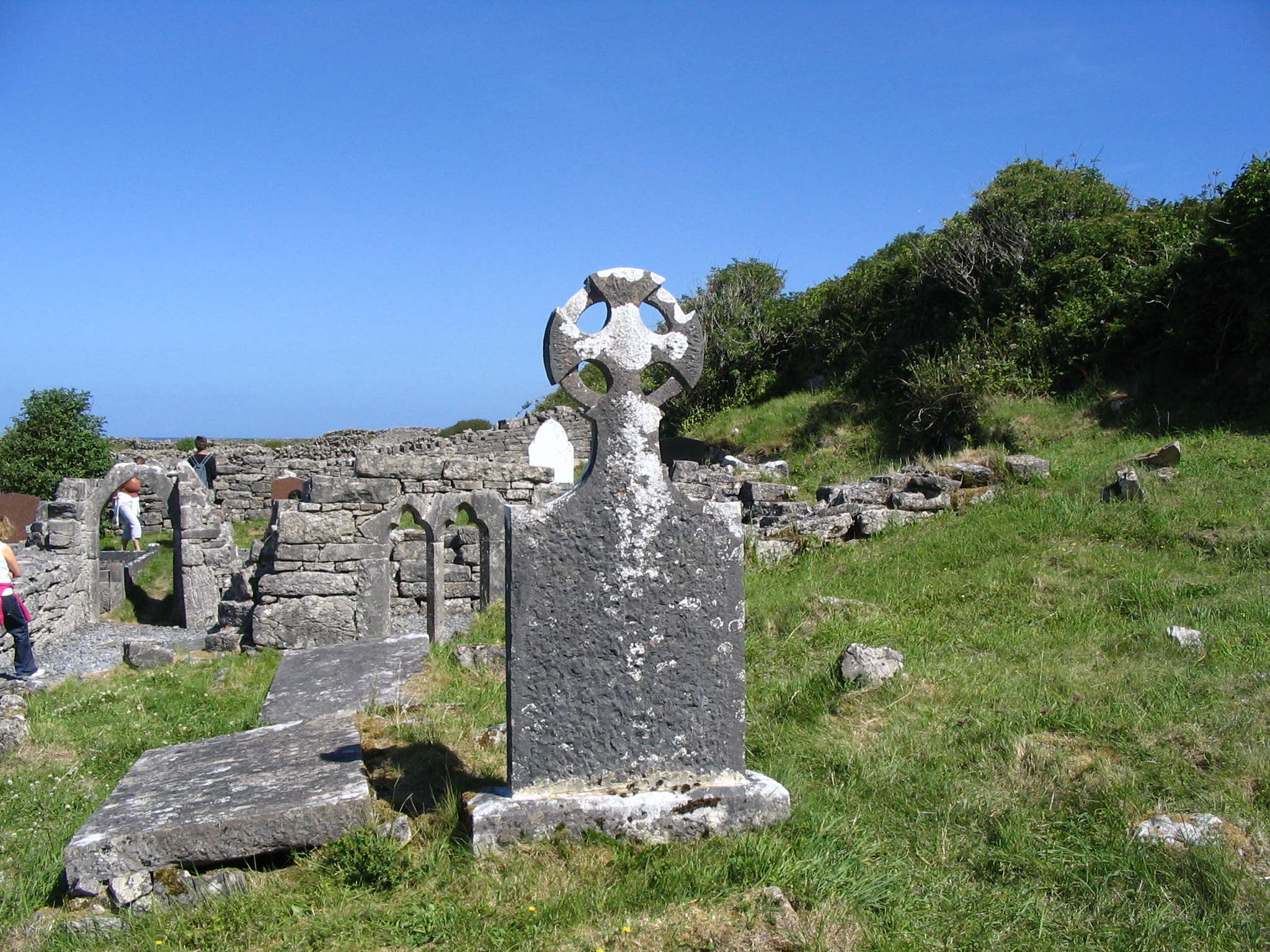
Le cimetière
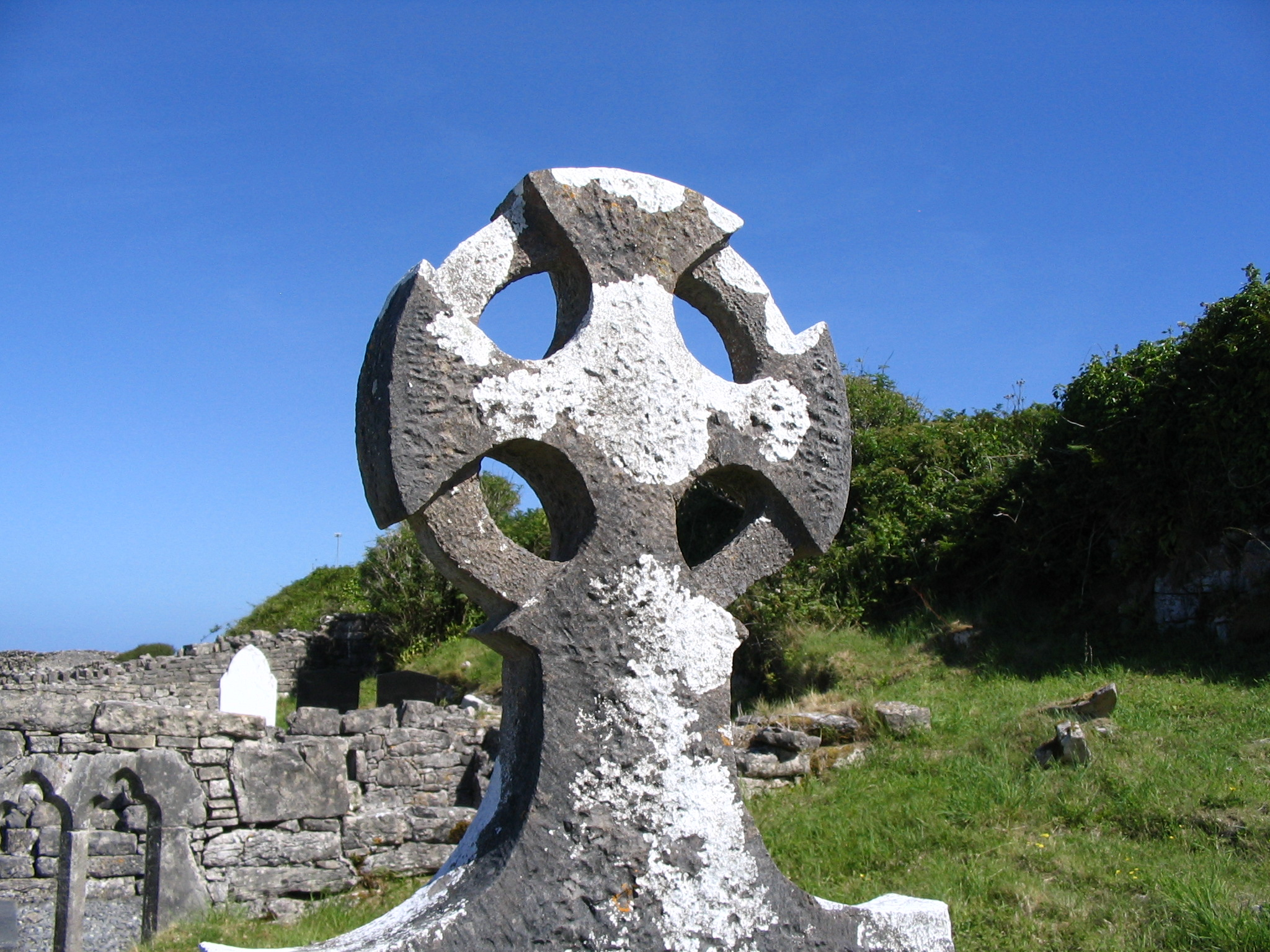
Croix celtique